# أم رجيم
أم رجيم قرية سورية تتبع ناحية الجوادية في منطقة المالكية التابعة لمحافظة الحسكة. بلغ عدد سكانها 667 نسمة عام 2004.تقع على بعد 10 كم تقريبا إلى الغرب من مدينة الجوادية.